# Energía alternativa
Energía alternativa, o fuentes de energía alternativa, son aquellas fuentes de energía planteadas como alternativa a las tradicionales. No obstante, no existe consenso respecto a qué tecnologías que están englobadas en este concepto, y la definición de "energía alternativa" difiere según los distintos autores: en las definiciones más restrictivas, energía alternativa sería equivalente al concepto de energía renovable o energía verde, mientras que las definiciones más amplias consideran energías alternativas a todas las fuentes de energía que no implican la quema de combustibles fósiles (carbón, gas y petróleo); en estas definiciones, además de las renovables, están incluidas la energía nuclear o incluso la energía hidroeléctrica.
Los combustibles fósiles han sido la fuente de energía empleada durante la revolución industrial, pero en la actualidad, sus utilizaciones presentan fundamentalmente dos problemas: por un lado son recursos finitos, y se prevé el agotamiento de las reservas (especialmente de petróleo) en plazos más o menos cercanos, en función de los distintos estudios publicados. Por otra parte, la quema de estos combustibles libera a la atmósfera grandes cantidades de CO2, que ha sido acusado de ser la causa principal del calentamiento global. Por estos motivos, se estudian distintas opciones para sustituir la quema de combustibles fósiles por otras fuentes de energía carentes de estos problemas.

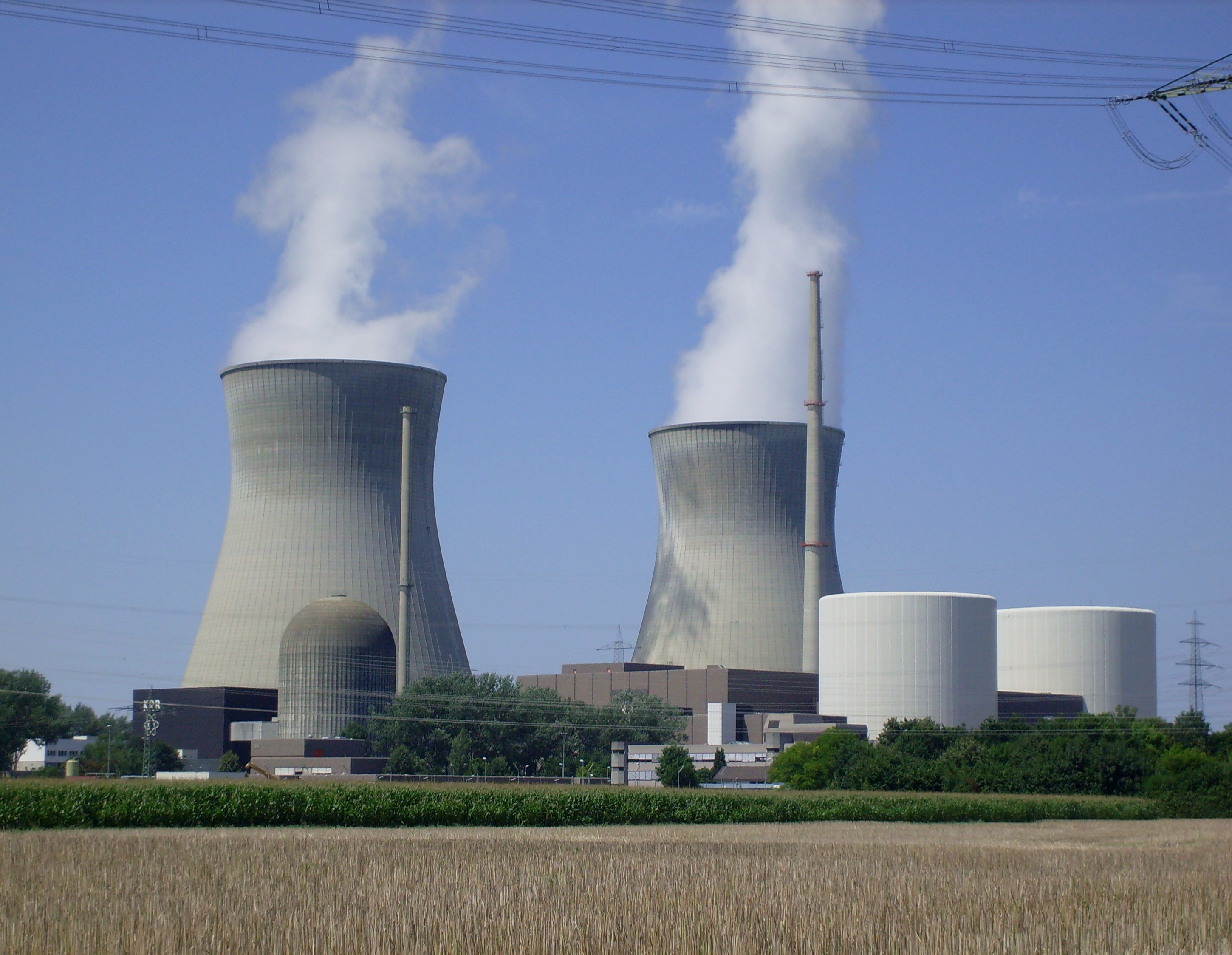
Planta da energía nuclear Gundremmingen

Las energías alternativas se dividen en dos grandes grupos:
- Fuentes de energía renovables (eólica, solar, biomasa, mareomotriz, etc.)

- Energía nuclear

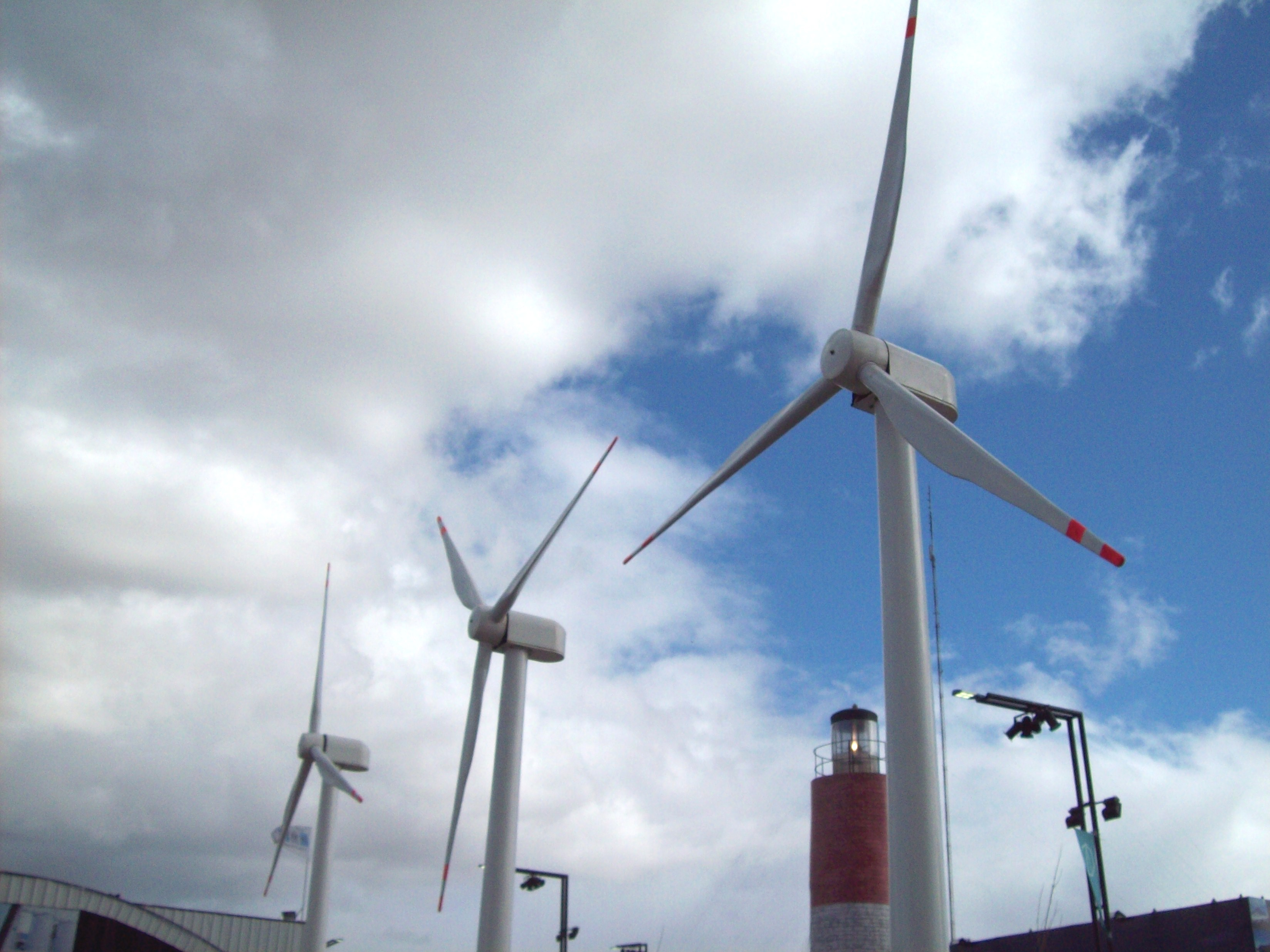
Energía eólica en Tecnópolis. Argentina.

No todos coinciden en clasificar la energía nuclear dentro de las energías alternativas, pues al igual que los combustibles fósiles, se trata de un recurso finito, y además presenta problemas medioambientales importantes, como la gestión de los residuos radiactivos o la posibilidad de un accidente nuclear. Sin embargo, la reducida emisión de CO2 de esta tecnología, y la todavía insuficiente capacidad de las energías renovables para sustituir completamente a los combustibles fósiles, hacen de la energía nuclear una alternativa sujeta a fuerte polémica.

## Surgimiento
La explicación del porqué el surgimiento de las energías alternativas, influenciado por la preocupación del medio ambiente y del hábitat en que vivimos, ha superado las dimensiones científicas para llegar a la comunidad y ser tema de divulgación coloquial. Los problemas ambientales dejaron de considerarse parte de una visión fatalista e imaginaria, sino que han pasado de lo general a lo particular, siendo un problema que afecta a toda la humanidad.
"Vivimos en la sociedad del bienestar y del consumo donde las ideas de progreso o prosperidad se asientan en la explotación desmesurada de la naturaleza, carente de derechos e incompetente para generar deberes"
El origen de estas preocupaciones comenzó en la década de los años 70 al haber una concientización sobre el poder destructivo de la nueva tecnología y de la interdependencia entre procesos biológicos. Así fue como la naturaleza dejó de convertirse un simple objeto para convertirse en un sujeto de deberes y derechos, llevando implícitos valores que todos estaríamos obligados a respetar.

## Recursos inagotables
Son los que el hombre utiliza en baja proporción con respecto a la cantidad disponible en la naturaleza. Los recursos inagotables se encuentran en cantidades abundantes y se recuperan o regeneran por sí mismos, dado que cumplen los ciclos bioquímicos de la materia.
El agua y el aire son ejemplos de recursos inagotables y que además pueden aprovecharse de una manera sencilla.

## Recursos renovables
Son todos aquellos que tienen la capacidad de renovarse, pero si la explotación es excesiva no tienen tiempo de hacerlo, a causa de este desgaste pueden desaparecer. Estos recursos se encuentran en la naturaleza en cantidades limitadas y se distribuyen de manera desigual en el planeta. El suelo, la flora y la fauna son recursos renovables.

## Recursos no renovables
Son los que están disponibles en una cantidad finita, o bien varía en escalas de tiempo muy grandes, por lo que en la práctica se pueden considerar como fijas. El carbón, el petróleo y el gas natural son fuentes de energía no renovables, que tardan muchos miles, o millones de años en generarse. Los materiales radiactivos no se regeneran.

## América Latina
Se prevé que el consumo de electricidad en América Latina y el Caribe entre 2011 y 2030 aumente un 80%. En Centroamérica será de un 120%.
En cuanto a la inversión en energías renovables de la región se manifiesta que en el período 2010 - 2015 se han invertido más de 80.000 millones de USD (excluyendo a las grandes hidroeléctricas).